# Resolutie 679 Veiligheidsraad Verenigde Naties
Resolutie 679 van de Veiligheidsraad van de Verenigde Naties werd op 30 november 1990 unaniem aangenomen. De resolutie verlengde de UNDOF-waarnemingsmacht in de Golanhoogten met een half jaar.

## Achtergrond
Na de Jom Kipoeroorlog kwamen Syrië en Israël overeen de wapens neer te leggen. Een waarnemingsmacht van de Verenigde Naties moest op de uitvoer van de twee gesloten akkoorden toezien. Tijdens de oorlog bezette Israël de Golanhoogten, die het in 1981 annexeerde.

## Inhoud
De Veiligheidsraad:
- heeft beraad over het rapport van secretaris-generaal Javier Pérez de Cuéllar over de VN-waarnemingsmacht;
- beslist:
a. de partijen op te roepen onmiddellijk resolutie 338 (1973) uit te voeren;
b. het mandaat van de macht met een periode van zes maanden te verlengen, tot 31 mei 1991;
c. de secretaris-generaal te vragen tegen die tijd te rapporteren over de ontwikkelingen en de genomen maatregelen om resolutie 338 uit te voeren.

## Verwante resoluties
- Resolutie 672 Veiligheidsraad Verenigde Naties
- Resolutie 673 Veiligheidsraad Verenigde Naties
- Resolutie 681 Veiligheidsraad Verenigde Naties
- Resolutie 684 Veiligheidsraad Verenigde Naties (1991)

Lijst ·  647 ·  648 ·  649 ·  650 ·  651 ·  652 ·  653 ·  654 ·  655 ·  656 ·  657 ·  658 ·  659 ·  660 ·  661 ·  662 ·  663 ·  664 ·  665 ·  666 ·  667 ·  668 ·  669 ·  670 ·  671 ·  672 ·  673 ·  674 ·  675 ·  676 ·  677 ·  678 ·  679 ·  680 ·  681 ·  682 ·  683